# François Louis de Kergariou du Cosquer
François Louis, chevalier de Kergariou du Cosquer, né le 13 juin 1725 à Plounévez-Moëdec et mort le 22 mai 1794 à Brest, est un général et homme politique français. 

## Biographie
Maréchal de camp (1791), brigadier des armées du roi, il est le président du département du Finistère de 1790 à 1794 ainsi que l'administrateur de la ville de Quimper en 1793-1794. 
Il est le premier des administrateurs du Finistère à être guillotiné en 1794, pendant la Terreur.